# عطر ما بعد الحلاقة
عطر ما بعد الحلاقة هو مستحضر مُعد  للاستخدام بعد الحلاقة، ويهدف إلى تهدئة البشرة وتعطيرها. يُفضل وضع كمية صغيرة على راحة اليد ثم تدليكها بلطف على الوجه. يُنصح باختيار نوع يناسب نوع البشرة، ويفضل أن يكون خاليًا من الكحول إذا كانت البشرة حساسة.

## الأنواع
عطور كحولية:
- تحتوي على نسبة من الكحول، تُساعد في تعقيم البشرة وتخفيف الالتهابات. تكون عادةً قوية الرائحة.[1]

عطور خالية من الكحول:
- تحتوي على مكونات طبيعية مثل زيوت أساسية، وتكون أقل قسوة على البشرة الحساسة.[1]

عطور معززة بالترطيب:
- تحتوي على مكونات مرطبة مثل الصبر أو زبدة الشيا، تُساعد في تهدئة البشرة وترطيبها بعد الحلاقة.[1]